# Christian Saalberg

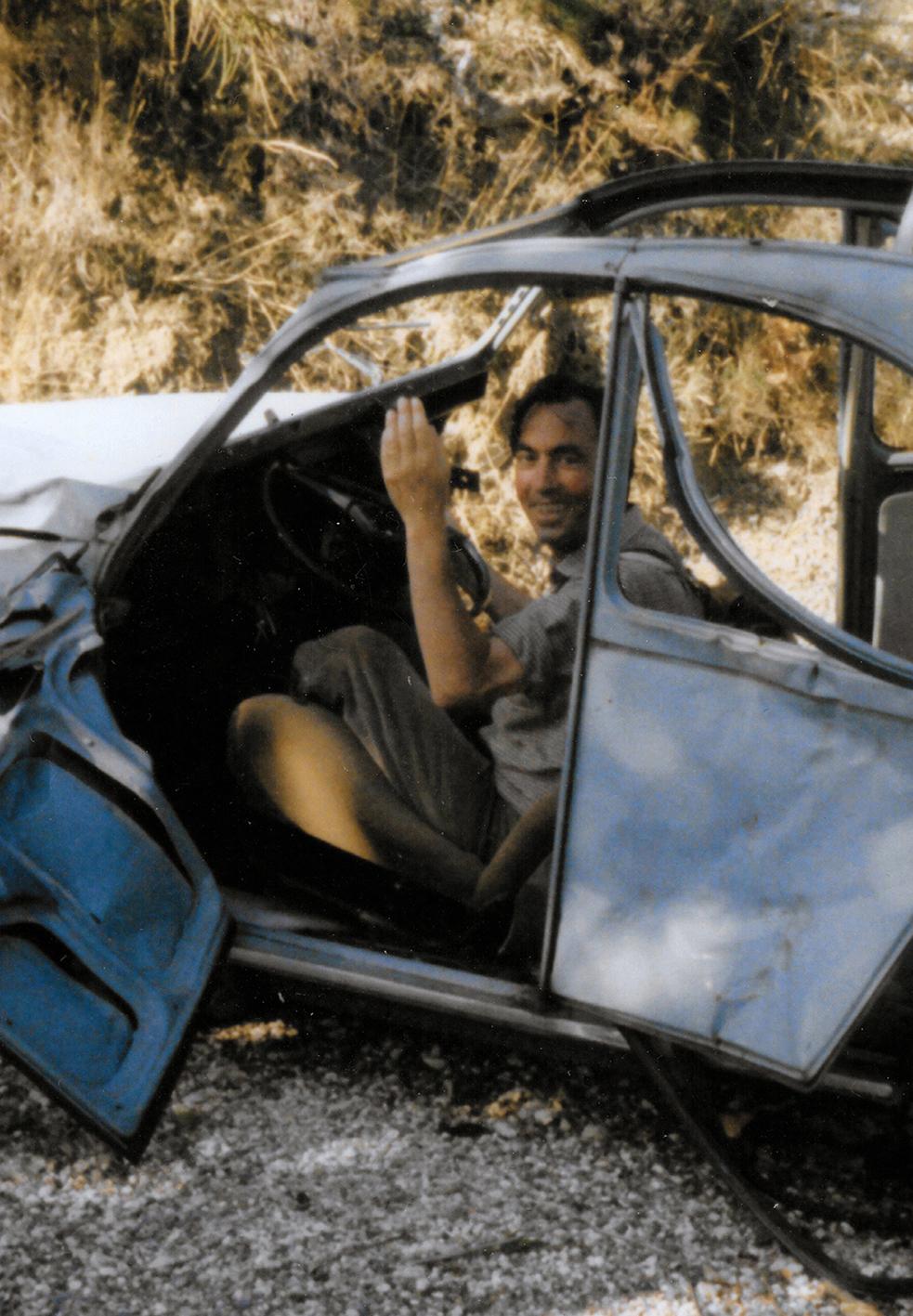
Christian Saalberg, Provence 1983

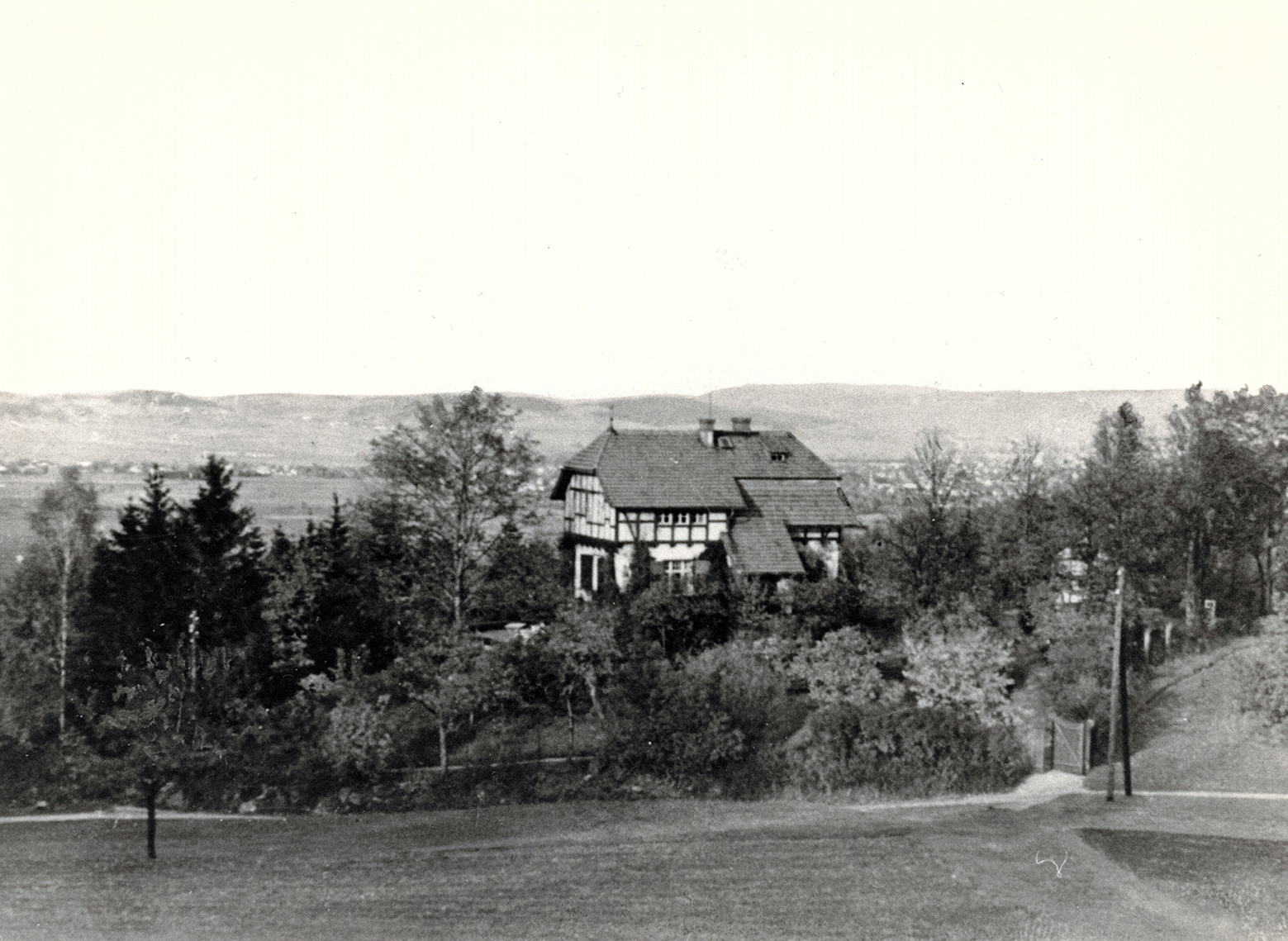
Sommerhaus in Saalberg (Zachełmie), 1930

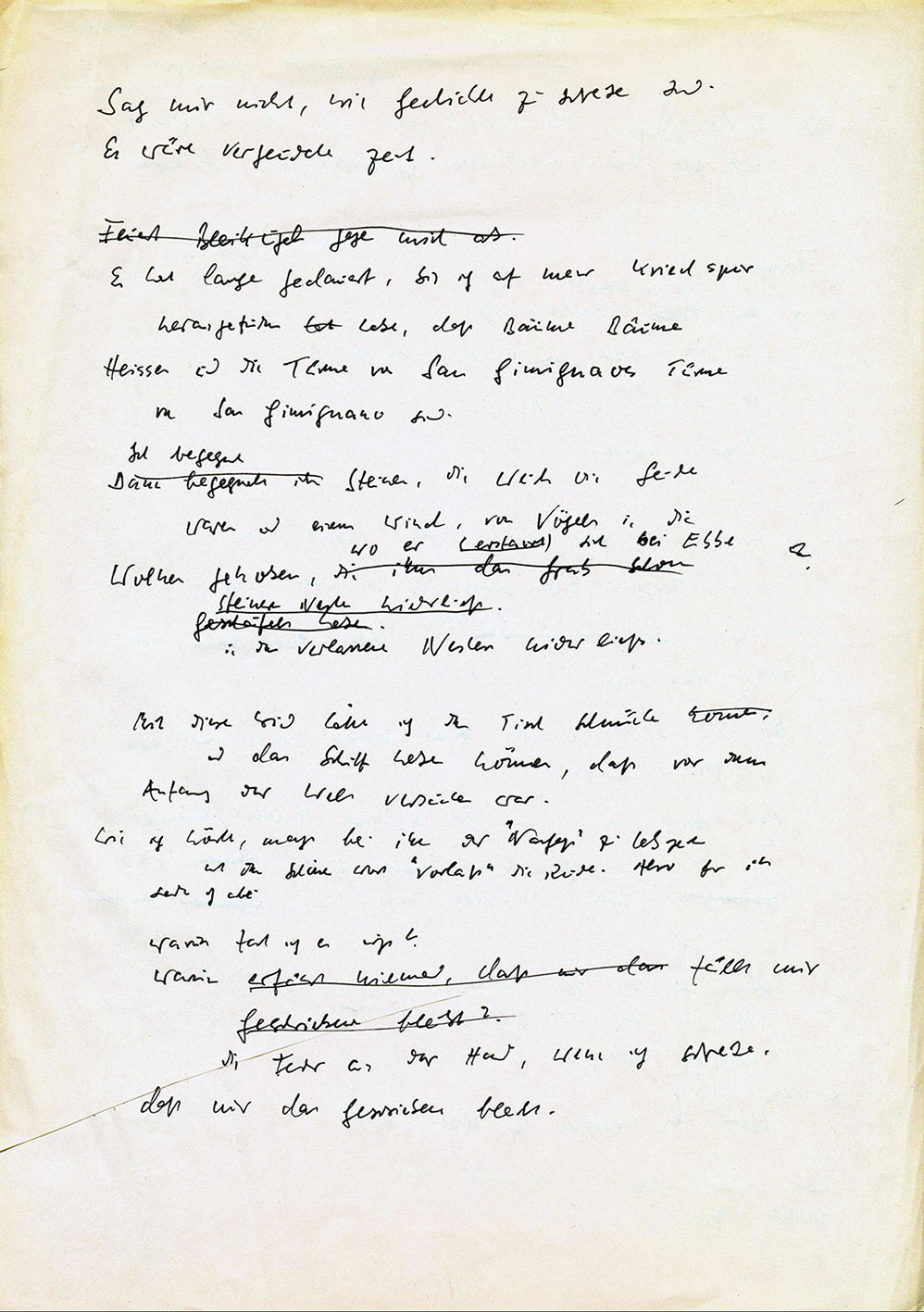
Entwurf des Gedichts „Sag mir nicht“, undatiert

Christian Saalberg, eigentlich Christian Udo Rusche (* 10. Dezember 1926 in Hirschberg/Riesengebirge; † 25. Mai 2006 in Kronshagen) war ein deutscher Schriftsteller.

## Leben und Werk
Saalberg studierte Jura in Kiel und an der Ruprecht-Karls-Universität Heidelberg. Nach seiner Promotion war er als Rechtsanwalt und Notar tätig. Seit 1992 lebte er als freier Schriftsteller in Kronshagen (Schleswig-Holstein). Seinen Namen als Schriftsteller leitete er von dem gleichnamigen Ort (heute Zachełmie) im Riesengebirge ab, in dem er als Kind die Sommerferien verbrachte. Er war bis zu seinem Tod Mitglied im PEN-Club Deutschland und Österreich. Für sein Werk, das mehr als 20 Lyrikbände umfasst, erhielt Saalberg mehrere Preise und Ehrungen.
Michael Braun schrieb als Begründung zur Wahl der Jury des Buch des Monats: „1926 als Christian-Udo Rusche in Hirschberg im Riesengebirge geboren, erlebte der 17-Jährige als Soldat die Schrecken des deutschen Vernichtungskriegs im Osten, mit einem der letzten Schiffe gelang ihm die Flucht über die Ostsee. Im völlig zerstörten Kiel hörte er 1946 Vorlesungen über Baudelaire und die poetische Moderne von Rimbaud bis René Char und fühlte sich seither der französischen Geisteswelt verpflichtet. Saalberg führte ab 1953 eine Doppelexistenz: In seinem bürgerlichen Leben wurde er Rechtsanwalt, sein ›zweites Leben‹ als Dichter schützte er durch ein Pseudonym, das mit dem glücklichsten Ort seiner Kindheit verbunden war: in Saalberg im Riesengebirge stand das Sommerhaus seiner Großeltern. Bei seinem Tod am Himmelfahrtstag 2006 umfasste Christian Saalbergs Werk 23 Bände, die alle nur eine winzige Öffentlichkeit erreichten. Unter der Herausgeberschaft von Mirko Bonné und Viola Rusche, der Tochter des Dichters, hat nun der Verlag Schöffling & Co. eine sorgsam komponierte Auswahl von Saalbergs lyrischem Werk vorgelegt. Es ist die Wiederentdeckung einer ganz großen Gestalt der Gegenwartslyrik, unverwechselbar in ihrer Imaginationskraft und ihren melodiösen Elegien.“

## Einzeltitel
- Die schöne Gärtnerin (1963)
- Das Land der Ferne (1968)
- Der Tag als Voyageur (1971)
- Das Schloß vor Husum (1974)
- Das Blaue vom Himmel (1976)
- Nach dem Besuch der Sirenen (1978)
- Königin der Schrecken (1980)
- Als ich jüngst auf Erden weilte (1982)
- Der Abschied der Vogelmenschen (1983)
- Auf den Fächern einer Rose (1984)
- Die alten Nächte (1987)
- Schöner Guadalquivir (1985)
- Gehen Sie liebe Morgenröte (1989)
- Einnahme einer seltsamen Stadt (1991)
- Vor der Statue von Etienne Marcel (1991)
- Heute am Tag der Heiligen Katharina (1993)
- Das Gezwitscher der toten Vögel (1995)
- Schwierige Ruinen. Prager Gedichte (1995)
- Vom Leben besiegt (1997)
- Namenloses Gehölz (1999)
- Das Weite suchen (2001)
- Hier wohnt Keiner (2003)
- Offenes Gewässer (2005)
- An diesem schönen Todestag im Mai, Rimbaud Verlag, Aachen 2006
- Die unsichtbare Zeit. Frühe Gedichte (1963–1985), Rimbaud Verlag, Aachen 2012
- In der dritten Minute der Morgenröte. Ausgewählte Gedichte, Schöffling & Co, Frankfurt am Main 2019

## Auszeichnungen (Auswahl)
- 1988 Nikolaus-Lenau-Preis der Internationalen Lenau Gesellschaft
- 1990 Ehrengabe zum Andreas-Gryphius-Preis
- 1992 den Eichendorff-Literaturpreis
- 1998 Lyrik-Preis der Künstlergilde Esslingen

## DVD
- Amor Vati. Der Dichter Christian Saalberg. Ein Film von Viola Rusche. Kulturelle Filmförderung Schleswig-Holstein, 2008.